# ادو اسپادا
ادو اسپادا (انگلیسی: Edu Espada؛ زادهٔ ۸ مارس ۱۹۸۱) بازیکن فوتبال اهل اسپانیا است.
از باشگاه‌هایی که در آن بازی کرده‌است می‌توان به آ.اس.آ ترگو مورش و باشگاه فوتبال زامورا اشاره کرد.